# Manuel Inácio Martins Pamplona Corte Real
 Emmanuel Ignace Pamplona  ou Manuel Inácio Martins Pamplona Corte Real, 1er comte de Subserra, né le 8 mai 1766 à Angra (dans l'île des Açores Terceira), mort le 15 octobre 1832 à Elvas (Portugal), est un général et homme politique d’origine portugaise de la Révolution et de l’Empire.

## États de service
Il entre en service en 1784, comme cadet au sein du régiment de cavalerie de Santarém dans l’armée du Royaume de Portugal, et en 1788 il sert dans l’armée russe, avant de revenir dans l’armée portugaise en 1790. Le 10 mai 1794 il est chef d’état-major de l’armée portugaise en Catalogne, et le 11 novembre suivant il passe lieutenant-colonel au 11e régiment de cavalerie. Il est nommé colonel le 9 mai 1801, au 9e régiment de cavalerie portugais, et il devient brigadier en novembre 1802.

### Légion portugaise
Il est promu maréchal de camp au service du Portugal le 27 mars 1808, et lors de la création de la Légion portugaise il devient chef d'état-major de celle-ci sous les ordres du Marquis d'Alorna.
Le 1er août 1808 il passe au service de la France avec le grade de général de brigade commandant les fusiliers à cheval de la Légion portugaise, et le 14 octobre 1809 il est appelé à Paris.
Le 1er juin 1812, il commande la 4e brigade de la 6e division d’infanterie du 2e corps d’armée, et il est fait chevalier de la Légion d’honneur le 18 juin 1812.
En 1815, pendant les Cent-Jours, il accompagne le roi Louis XVIII à Gand, et il est naturalisé français le 27 avril 1818. Il est admis à la retraite en 1818. Il est nommé général de division honoraire le 24 avril 1822. Il est créé baron par le roi le 12 février 1817.
Il meurt le 15 octobre 1832 à Elvas au Portugal.

### Carrière politique
D'abord ultra-royaliste quand Louis XVIII se réfugie à Gand en 1815, il est chargé par le duc de Palmela, alors ambassadeur portugais à Londres, d'écrire le Contemporaneo, journal politique mensuel destiné à lutter contre les principes libéraux. Après la révolution libérale portugaise d'août 1820, Pamplona retourne au Portugal grâce à l'amnistie générale décrétée par les Cortes portugaises et se fait nommer membre du Cortes de l'île de Terceira, son île natale. Pendant le régime constitutionnel, il sert adroitement le parti en place jusqu'au retour au Portugal en du roi Jean VI qui avait installé sa cour au Brésil. Dès lors, Pamplona revient dans les grâces de son roi qui le prend comme premier ministre et lui donne le titre de comte de Subserra.

## Mariage
Il a épousé le 19 mars 1806 Isabel Antónia do Carmo de Roxas e Lemos Carvalho e Menezes.

## Sources
1. ↑  Rabbe, Vieilh de Boisjolin et Sainte-Preuve, Biographie universelle et portative des contemporains, Paris, Librairie F.G. Levrault, 1834 (lire en ligne), p. 844

- (en) « Generals Who Served in the French Army during the Period 1789 - 1814: Eberle to Exelmans »
- « Cote LH/2041/48 », base Léonore, ministère français de la Culture
- Thierry Pouliquen, « Les généraux français et étrangers ayant servis [sic] dans la Grande Armée » (consulté le 30 août 2014)
- (pl) « Napoléon.org.pl »
- Georges Six, Dictionnaire biographique des généraux & amiraux français de la Révolution et de l'Empire (1792-1814), Paris : Librairie G. Saffroy, 1934, 2 vol., p. 284